# Cine de Sudáfrica

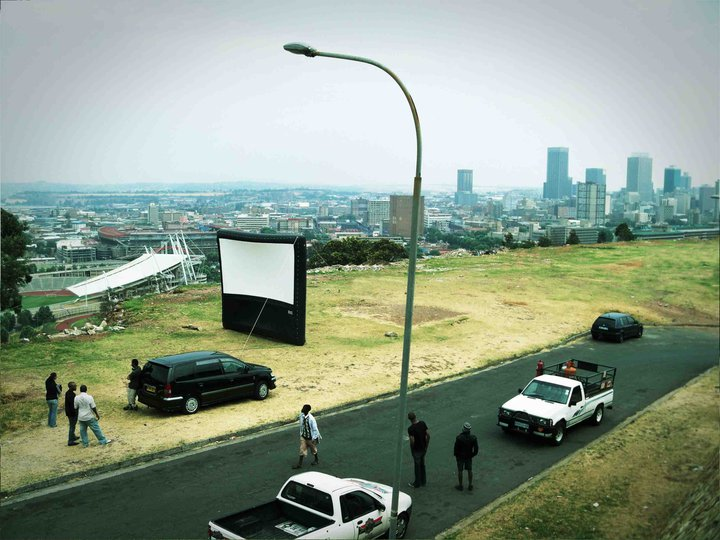
Pantalla de cine al aire libre en Johannersburgo.

El cine de Sudáfrica se refiere a la industria cinematográfica de la nación africana de Sudáfrica.

## Historia
A pesar de que pocas producciones son conocidas fuera de Sudáfrica, muchas películas extranjeras fueron producidas sobre Sudáfrica (normalmente implicando relaciones de raza). Una excepción era la película  Los dioses deben estar locos en 1980, producida en el Kalahari. Trata de cómo la vida en una comunidad tradicional de Bushmen cambia cuando una botella de Coca-cola tirada de un avión, de repente cae del cielo. El fallecido Jamie Uys, quien escribió y dirigió Los dioses deben estar locos, también obtuvo éxito en el extranjero en 1970 con sus películas Personas Graciosas y Personas Graciosas II, similares a la serie de televisión estadounidense Candid Camera.
Podría decirse que la película de más alto perfil presentando Sudáfrica in los años recientes fue Distrito 9, dirigida por Neill Blomkamp, un nativo sudafricano, y producida por Peter Jackson. La película de acción/ciencia ficción presenta una subclase de refugiados alien forzados a vivir en los guetos de Johannesburgo en lo que muchos vieron como una alegoría creativa del apartheid. La película fue un éxito comercial y de crítica a nivel mundial y fue nominada para el premio a la mejor película en la edición 82 de los premios Oscar.

## Películas destacadas
A continuación se presentan destacadas películas producidas en Sudáfrica o por la industria cinematográfica sudafricana.
- 1980 - Los dioses deben estar locos
- 1985 - Las minas del rey Salomón
- 1988 - Red Scorpion
- 1989 - Los dioses deben estar locos 2
- 2004 - Yesterday
- 2004 - Hotel Rwanda
- 2005 - Tsotsi
- 2005 - U-Carmen e-Khayelitsha
- 2009 - District 9
- 2009 - Invictus
- 2011 - Viva Riva!
- 2015 - Chappie
- 2016 - Dora's Peace

## Actores y directores destacados

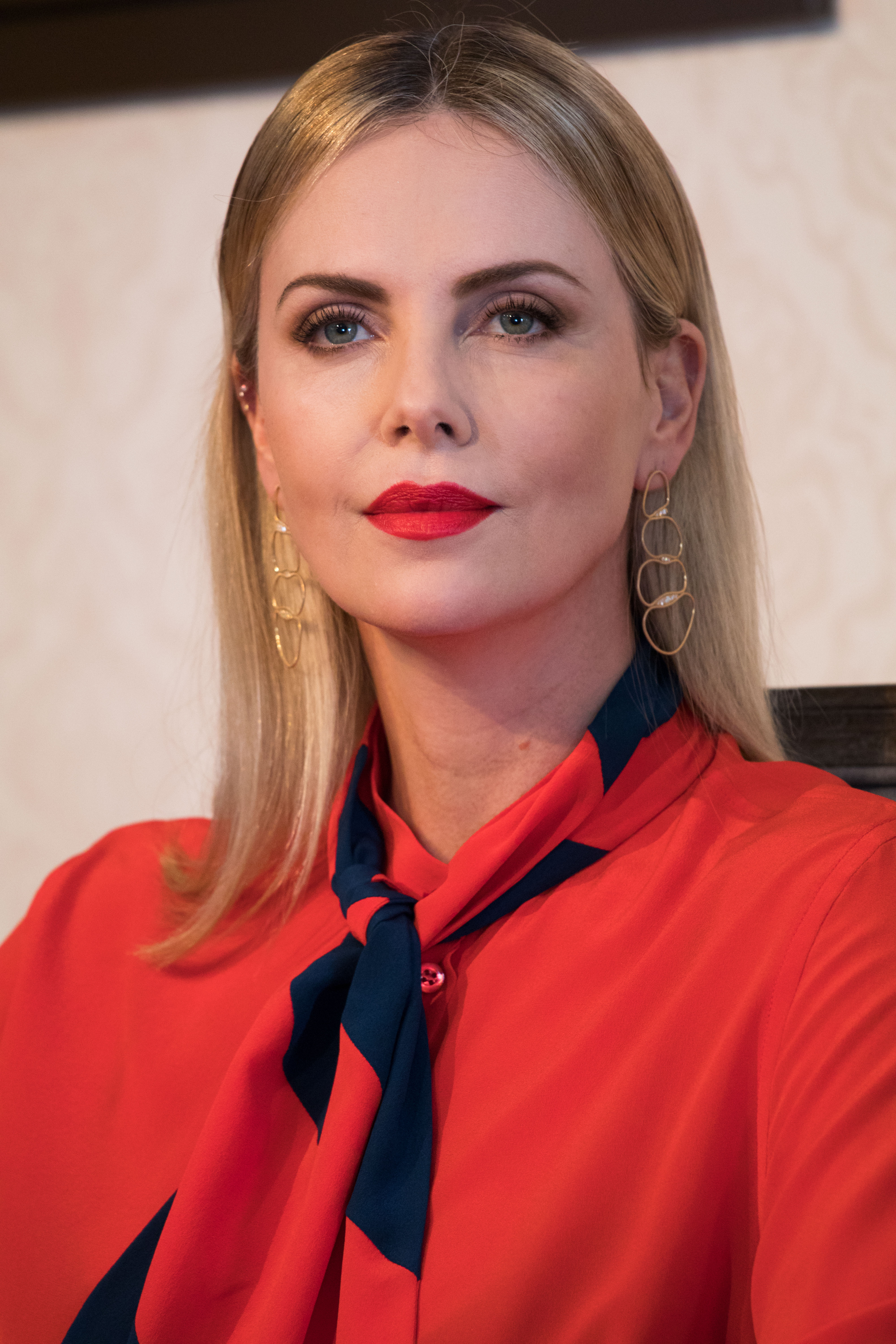
Charlize Theron, actriz sudafricana, logró una notable repercusión en el cine de Hollywood.

- Charlize Theron[5]
- Jamie Uys
- Jans Rautenbach
- Sharlto Copley
- Alice Krige
- Nicole Schafer
- Lesley-Ann Brandt
- Linda Mvusi
- Sandra Prinsloo
- Cariba Heine
- Neill Blomkamp
- Dena Kaplan
- Yolandi Visser
- Jessica Marais
- Jonathan Liebesman
- Zimkhitha Nyoka
- Kagiso Lediga
- Cliff Simon
- Ido Drent
- Andre Jacobs
- Fulu Mugovhani
- Oliver Schmitz
- Marmaduke Arundel
- Khabonina Qubeka
- Suanne Braun
- Pearl Argyle
- Brandon Auret
- Lauren Brant
- Linda Sokhulu
- Florence Masebe
- Nomzamo Mbatha
- Terry Pheto